# Guillaume de Bourg (mort en 1324)
Pour les articles homonymes, voir Guillaume de Bourg (homonymie).
Pour les autres membres de la famille, voir famille de Bourg.
Guillaume de Bourg, surnommé le Gris (latin : Camus, anglais : The Grey), ou William Liath de Burgh en anglais (mort le 12 février 1324), fut chef de la branche cadette de la famille de Bourg et, à ce titre, contrôla pendant presque un demi-siècle le patrimoine familial dans le Connaught.

## Origine familiale
Guillaume le Gris était le fils de Guillaume le Jeune, lui-même fils cadet de Richard de Bourg. Il était après son cousin-germain Richard de Bourg, seigneur de Connaught et comte d'Ulster, le principal seigneur anglo-normand du Connaught. Il fut également à l’origine de la forte influence de la culture gaélique sur sa famille.

## Biographie
La première mention retenue par les Annales de l’activité de Guillaume le Gris se rapporte à l’année 1277. Il participe alors avec son cousin le comte Richard à la guerre civile qui oppose Brian Ruaidh Ó Briain, roi de Thomond (1268-1277), à son neveu Thoirdelbach mac Taigd Cael Uisce Ó Briain, futur roi de Thomond (1276/1284-1306).Cette rivalité était accentuée par l’antagonisme de la famille de Bourg avec la famille de Clare nouvellement implantée dans l’ouest de l'Irlande depuis qu’elle avait été investie en 1276 par le roi Édouard Ier d'Angleterre de l’ensemble du Thomond sous le nom de comté de Clare.
Brian Ruadh Ó Briain battu par son rival Thoirdhelbach mac Tagd Cael Uisce Ó Briain à la bataille de Magh-Gresain est ignominieusement mis à mort par son allié Richard de Clare en 1277. Ce crime unit les O’Brien et la famille de Bourg contre le meurtrier. Il se soldera par meurtre de Thomas de Clare par Thoirdhelbach O’Brien en 1287 et l’expulsion postérieure des de Clare du Thomond.
En 1296, Guillaume fonde le couvent des Franciscains de Galway dans lequel nombreux de ses descendants seront ensuite inhumés.
En 1311, il engage une nouvelle guerre au Thomond afin de soutenir Donnchad mac Toirdhelbaich (tué en 1311), le fils de Thoirdhelbach mac Tagd Cael Uisce contre les petits-fils de Brian Ruadh Ó Briain : Diarmait Cléirech Ó Briain (mort en 1313), Donnchad mac Domnaill Ó Briain (tué en 1317 ) et Brian Ban mac Domnaill mort en 1350, soutenus par Richard de Clare (mort en 1318). Bien que Richard de Clare soit défait, Guillaume est capturé par ses hommes. Il est libéré contre rançon en échange de Diarmait Ó Briain qui avait été capturé par les alliés des de Bourg.
En 1315, Guillaume est appelé par son cousin le comte Richard pour l’appuyer dans la défense de son domaine attaqué par Édouard Bruce le frère du roi Robert Ier d’Écosse qui avait décidé d’étendre sa guerre contre le souverain anglais à l’Irlande. Les forces des de Bourg sont écrasées à la bataille de Connor le 10 septembre 1315 et Guillaume blessé est capturé est envoyé comme prisonnier en Écosse le 15 septembre 1315,
En juillet 1316 il est racheté par le comte d'Ulster aux Écossais mais il doit laisser en garantie du paiement de sa rançon son second fils Edmond en otage.
De retour dans le Connacht, Guillaume prend part à la bataille décisive qui se livre aux portes d’Athenry, le 10 août 1316 et qui oppose Felim mac Aeda Ua Conchobair, le jeune roi de Connacht (1310-1316) qui veut chasser définitivement les anglo-normand du Connacht car il estime le comte d'Ulster, très affaibli par sa défaite de l’année précédente devant les Écossais.
Felim mac Aedh Ua Conchobair rassemble une coalition des souverains gaéliques menacés par la Famille de Bourg non seulement au Connacht mais également Donnchad mac Domnaill Ó Briain de Thomond, O’Kelly/Ó Cellaigh des Uí Maine, O’Rourke/ Ó Ruairc, de Bréifne, O'Hara, O’Farell. Les nobles anglo-normands du Connaught placés sous le commandement de Richard de Bermingham seigneur d’Athenry (nommé Mac Feorais par les Irlandais) et de Guillaume écrasent lors de la bataille d'Athenry l’armée des Gaëls qui perdent dans le combat plusieurs rois dont Felim mac Aedh Ua Conchobair,
Guillaume le Gris meurt le 12 février 1324 et il est inhumé avec son épouse dans le couvent des Dominicains de Galway.

## Union et descendance
Guillaume avait épousé une princesse gaélique Finola O’Brien, une fille du roi de Thomond Brian Ruaidh Ó Briain, avec il eut : 
- Gautier de Bourg, incarcéré par son cousin Guillaume le Comte Brun, comte d'Ulster, qui le laisse mourir de faim en 1332 ;
- Edmond, mort en 1375. Otage en Écosse après la libération de son père il reçoit ensuite le surnom d’Albanach (l’Écossais) sous lequel il reste connu. Ancêtre des seigneurs de Mayo ;
- Ulick Bod an Balcuigh d’Annaghkeen mort en 1343. Ancêtre des seigneurs de Clanricard ;
- Raymond, ancêtre des MacRaymond de Clare ;
- Richard An Forbair, ancêtre des Burke d’Umhaill dans le comté de Mayo ;
- Thibaud, mort en 1336 ;
- Thomas, trésorier de l'Irlande de 1331 à 1334 ;
- Gylle épouse sir Richard de Mandeville, assassin en 1333 de Guillaume le Comte Brun.

## Généalogie simplifiée
|  |  |  |  |                                  |                                  |                                  |                                  |                                  |                                  | maison de Bourg           |  |                            |                            |                            |                            |                             |                             |                             |                             |                             |                             |                     |                     |                     |                     |                     |                     |  |  |  |  |  |  |  |  |  |  |  |  |  |  |
|  |  |  |  |                                  |                                  |                                  |                                  |                                  |                                  |                           |  |                            |                            |                            |                            |                             |                             |                             |                             |                             |                             |                     |                     |                     |                     |                     |                     |  |  |  |  |  |  |  |  |  |  |  |  |  |  |
|  |  |  |  |                                  |                                  |                                  |                                  |                                  |                                  | Guillaume († v. 1206)     |  |                            |                            |                            |                            |                             |                             |                             |                             |                             |                             |                     |                     |                     |                     |                     |                     |  |  |  |  |  |  |  |  |  |  |  |  |  |  |
|  |  |  |  |                                  |                                  |                                  |                                  |                                  |                                  |                           |  |                            |                            |                            |                            |                             |                             |                             |                             |                             |                             |                     |                     |                     |                     |                     |                     |  |  |  |  |  |  |  |  |  |  |  |  |  |  |
|  |  |  |  |                                  |                                  |                                  |                                  |                                  |                                  | Richard le Grand († 1243) |  |                            |                            |                            |                            |                             |                             |                             |                             |                             |                             |                     |                     |                     |                     |                     |                     |  |  |  |  |  |  |  |  |  |  |  |  |  |  |
|  |  |  |  |                                  |                                  |                                  |                                  |                                  |                                  |                           |  |                            |                            |                            |                            |                             |                             |                             |                             |                             |                             |                     |                     |                     |                     |                     |                     |  |  |  |  |  |  |  |  |  |  |  |  |  |  |
|  |  |  |  |                                  |                                  |                                  |                                  |                                  |                                  |                           |  |                            |                            |                            |                            |                             |                             |                             |                             |                             |                             |                     |                     |                     |                     |                     |                     |  |  |  |  |  |  |  |  |  |  |  |  |  |  |
|  |  |  |  | Gautier († 1271)                 | Gautier († 1271)                 | Gautier († 1271)                 | Gautier († 1271)                 | Gautier († 1271)                 | Gautier († 1271)                 |                           |  |                            |                            |                            |                            | Guillaume le Jeune († 1270) | Guillaume le Jeune († 1270) | Guillaume le Jeune († 1270) | Guillaume le Jeune († 1270) | Guillaume le Jeune († 1270) | Guillaume le Jeune († 1270) |                     |                     |                     |                     |                     |                     |  |  |  |  |  |  |  |  |  |  |  |  |  |  |
|  |  |  |  | Gautier († 1271)                 | Gautier († 1271)                 | Gautier († 1271)                 | Gautier († 1271)                 | Gautier († 1271)                 | Gautier († 1271)                 |                           |  |                            |                            |                            |                            | Guillaume le Jeune († 1270) | Guillaume le Jeune († 1270) | Guillaume le Jeune († 1270) | Guillaume le Jeune († 1270) | Guillaume le Jeune († 1270) | Guillaume le Jeune († 1270) |                     |                     |                     |                     |                     |                     |  |  |  |  |  |  |  |  |  |  |  |  |  |  |
|  |  |  |  | Richard le Comte Rouge († 1326)  | Richard le Comte Rouge († 1326)  | Richard le Comte Rouge († 1326)  | Richard le Comte Rouge († 1326)  | Richard le Comte Rouge († 1326)  | Richard le Comte Rouge († 1326)  |                           |  |                            |                            |                            |                            | Guillaume le Gris († 1324)  | Guillaume le Gris († 1324)  | Guillaume le Gris († 1324)  | Guillaume le Gris († 1324)  | Guillaume le Gris († 1324)  | Guillaume le Gris († 1324)  |                     |                     |                     |                     |                     |                     |  |  |  |  |  |  |  |  |  |  |  |  |  |  |
|  |  |  |  | Richard le Comte Rouge († 1326)  | Richard le Comte Rouge († 1326)  | Richard le Comte Rouge († 1326)  | Richard le Comte Rouge († 1326)  | Richard le Comte Rouge († 1326)  | Richard le Comte Rouge († 1326)  |                           |  |                            |                            |                            |                            | Guillaume le Gris († 1324)  | Guillaume le Gris († 1324)  | Guillaume le Gris († 1324)  | Guillaume le Gris († 1324)  | Guillaume le Gris († 1324)  | Guillaume le Gris († 1324)  |                     |                     |                     |                     |                     |                     |  |  |  |  |  |  |  |  |  |  |  |  |  |  |
|  |  |  |  |                                  |                                  |                                  |                                  |                                  |                                  |                           |  |                            |                            |                            |                            |                             |                             |                             |                             |                             |                             |                     |                     |                     |                     |                     |                     |  |  |  |  |  |  |  |  |  |  |  |  |  |  |
|  |  |  |  | Jean († 1313)                    | Jean († 1313)                    | Jean († 1313)                    | Jean († 1313)                    | Jean († 1313)                    | Jean († 1313)                    |                           |  | Edmond l'Écossais († 1375) | Edmond l'Écossais († 1375) | Edmond l'Écossais († 1375) | Edmond l'Écossais († 1375) | Edmond l'Écossais († 1375)  | Edmond l'Écossais († 1375)  |                             |                             |                             |                             | Ulick († 1343)      | Ulick († 1343)      | Ulick († 1343)      | Ulick († 1343)      | Ulick († 1343)      | Ulick († 1343)      |  |  |  |  |  |  |  |  |  |  |  |  |  |  |
|  |  |  |  | Jean († 1313)                    | Jean († 1313)                    | Jean († 1313)                    | Jean († 1313)                    | Jean († 1313)                    | Jean († 1313)                    |                           |  | Edmond l'Écossais († 1375) | Edmond l'Écossais († 1375) | Edmond l'Écossais († 1375) | Edmond l'Écossais († 1375) | Edmond l'Écossais († 1375)  | Edmond l'Écossais († 1375)  |                             |                             |                             |                             | Ulick († 1343)      | Ulick († 1343)      | Ulick († 1343)      | Ulick († 1343)      | Ulick († 1343)      | Ulick († 1343)      |  |  |  |  |  |  |  |  |  |  |  |  |  |  |
|  |  |  |  | Guillaume le Comte Brun († 1333) | Guillaume le Comte Brun († 1333) | Guillaume le Comte Brun († 1333) | Guillaume le Comte Brun († 1333) | Guillaume le Comte Brun († 1333) | Guillaume le Comte Brun († 1333) |                           |  | Bourke de Mayo             | Bourke de Mayo             | Bourke de Mayo             | Bourke de Mayo             | Bourke de Mayo              | Bourke de Mayo              |                             |                             |                             |                             | Burke de Clanricard | Burke de Clanricard | Burke de Clanricard | Burke de Clanricard | Burke de Clanricard | Burke de Clanricard |  |  |  |  |  |  |  |  |  |  |  |  |  |  |
|  |  |  |  | Guillaume le Comte Brun († 1333) | Guillaume le Comte Brun († 1333) | Guillaume le Comte Brun († 1333) | Guillaume le Comte Brun († 1333) | Guillaume le Comte Brun († 1333) | Guillaume le Comte Brun († 1333) |                           |  | Bourke de Mayo             | Bourke de Mayo             | Bourke de Mayo             | Bourke de Mayo             | Bourke de Mayo              | Bourke de Mayo              |                             |                             |                             |                             | Burke de Clanricard | Burke de Clanricard | Burke de Clanricard | Burke de Clanricard | Burke de Clanricard | Burke de Clanricard |  |  |  |  |  |  |  |  |  |  |  |  |  |  |